# Sant’Elpidio a Mare
Sant’Elpidio a Mare [santel'piːdjo a 'maːre] – miejscowość i gmina we Włoszech, w regionie Marche, w prowincji Fermo.
Według danych na styczeń 2009 gminę zamieszkiwało 16 838 osób przy gęstości zaludnienia 334,2 os./1 km².